# Mallota rossica
Mallota rossica är en tvåvingeart som beskrevs av Josef Aloizievitsch Portschinsky 1877. Mallota rossica ingår i släktet hålblomflugor, och familjen blomflugor. Inga underarter finns listade i Catalogue of Life.